# Elmar Bjarnason
Theodór Elmar Bjarnason (født 4. marts 1987 i Reykjavik) er en islandsk fodboldspiller, der spiller for Gazişehir Gaziantep F.K. i den tyrkiske Süper Lig. Han har tidligere spillet for det islandske landshold, og han var med på Islands hold, der overraskede positivt ved holdets første A-slutrundedeltagelse nogensinde, EM 2016 i Frankrig.

## Klubkarriere

### Celtic
Bjarnson skiftede til Celtic i 2004, men spillede kun 1 kamp for førsteholdet, inden han skiftede til Norge i 2008.

### FK Lyn
Den 15. januar 2008 skiftede Bjarnason til norske FK Lyn, da han gerne ville spille førsteholdsfodbold igen.

### IFK Göteborg
Efter økonomiske problemer i FK Lyn skiftede han den 22. juli 2009 til Göteborg.

### Randers FC
Efter tre sæsoner hos den svenske klub IFK Göteborg skiftede Elmar Bjarnason til Randers FC fra og med 1. februar 2012. Han var i det første halve år af sin tid i Randers skadet.

### AGF
Elmar Bjarnason skiftede i sommeren 2015 Randers FC ud med naboklubben AGF. Her spillede han i to sæsoner, hvorpå han ikke fik sin kontrakt forlænget. 
Siden opholdet i Danmark har Bjarnason spillet i tyrkiske klubber.

## Landshold
Elmar Bjarnason spillede 27 kampe på forskellige islandske ungdomslandshold i perioden 2003-2007. Han fik debut på A-landsholdet som 20-årig 2. juni 2007 i en venskabskamp mod Liechtenstein, da han blev skiftet ind i 82. minut. Siden har han spillet 30 landskampe, og han var en del af truppen til Islands første deltagelse ved EM i 2016, hvor han ganske vist kun var indskiftningsspiller, men kom ind i tre af kampene og lagde op til sejrsmålet i kampen mod Østrig, der sikrede Island deltagelse i ottendedelsfinalen.

## Privat
Bjarnasons bedstefar, Theódór Jakob Guðmundsson, var også fodboldspiller. Han spillede bl.a. for klubben KR Reykjavik i klubbens succesfulde år og spillede bl.a. en kamp imod Liverpool i 1964.